# Eupanthalis mutilata
Eupanthalis mutilata är en ringmaskart som först beskrevs av Treadwell 1906.  Eupanthalis mutilata ingår i släktet Eupanthalis och familjen Acoetidae. Inga underarter finns listade i Catalogue of Life.